# 亀渕昭信のいくつになってもロケンロール!
亀渕昭信のいくつになってもロケンロール!（かめぶち あきのぶのいくつになってもロケンロール）は、NHKデジタルラジオ（NHK-dR）で放送されていた洋楽中心の音楽番組である。NHKラジオ第1放送・NHKワールド・ラジオ日本でも放送されている。

## 概要
ニッポン放送でディスクジョッキーを務め、同社の社長にまで登り詰めた亀渕昭信が、民放経営者からNHKのDJに挑戦するというきわめて異例な番組。
亀渕の自らのライフワークである洋楽を中心に選曲し、自らのDJ体験を話したりリスナーからのリクエストにも答えている。立ちっぱなしのワンマンDJスタイルが特徴。
ラジオ第1で2009年3月20日に春分の日の特別番組として「お試し版」（いわゆるパイロット版）を放送した。本格的には同年4月7日の放送から開始された。
NHK-dRでは土曜日14:00 - 14:50（以下もJST）・日曜日20:10 - 21:00、ラジオ第1放送では隔週火曜日の21:05 - 21:55に放送した（夏季・年末年始の特別編成やスポーツ中継などでの休止の場合あり）。
ただし番組は隔週制作のため、NHK-dRでは新作が放送された翌週は、再放送となる。
2009年5月6日16:05 - 17:30にNHK浜松支局音楽ライブラリーから「今日は一日ラジオデー 広げようラジオの魅力」のフロート番組として番外編を、2009年8月11日20:05 - 21:55（中断20:55 - 21:05）はゲストアシスタントに森山良子を迎えての「普段より1時間前倒しで放送時間2倍の100分スペシャル版」と称した拡大版を放送した。
2011年3月の放送を以って一旦終了し、4月からの後番組も引き続き亀渕を起用して全国の民放ラジオ各局のローカル番組を紹介する「亀渕昭信のにっぽん全国ラジオめぐり」として放送する（放送日時は変わらず）。当初は3月15日が最終回となっていたが、震災関連のニュースを中心とした特別編成のため休止となり、実質3月1日放送が最終回となっていたが、8月20日（土曜日）に「とっておきラジオ」の中で「幻の」最終回分を放送することが発表された。